# Jacob Grimm

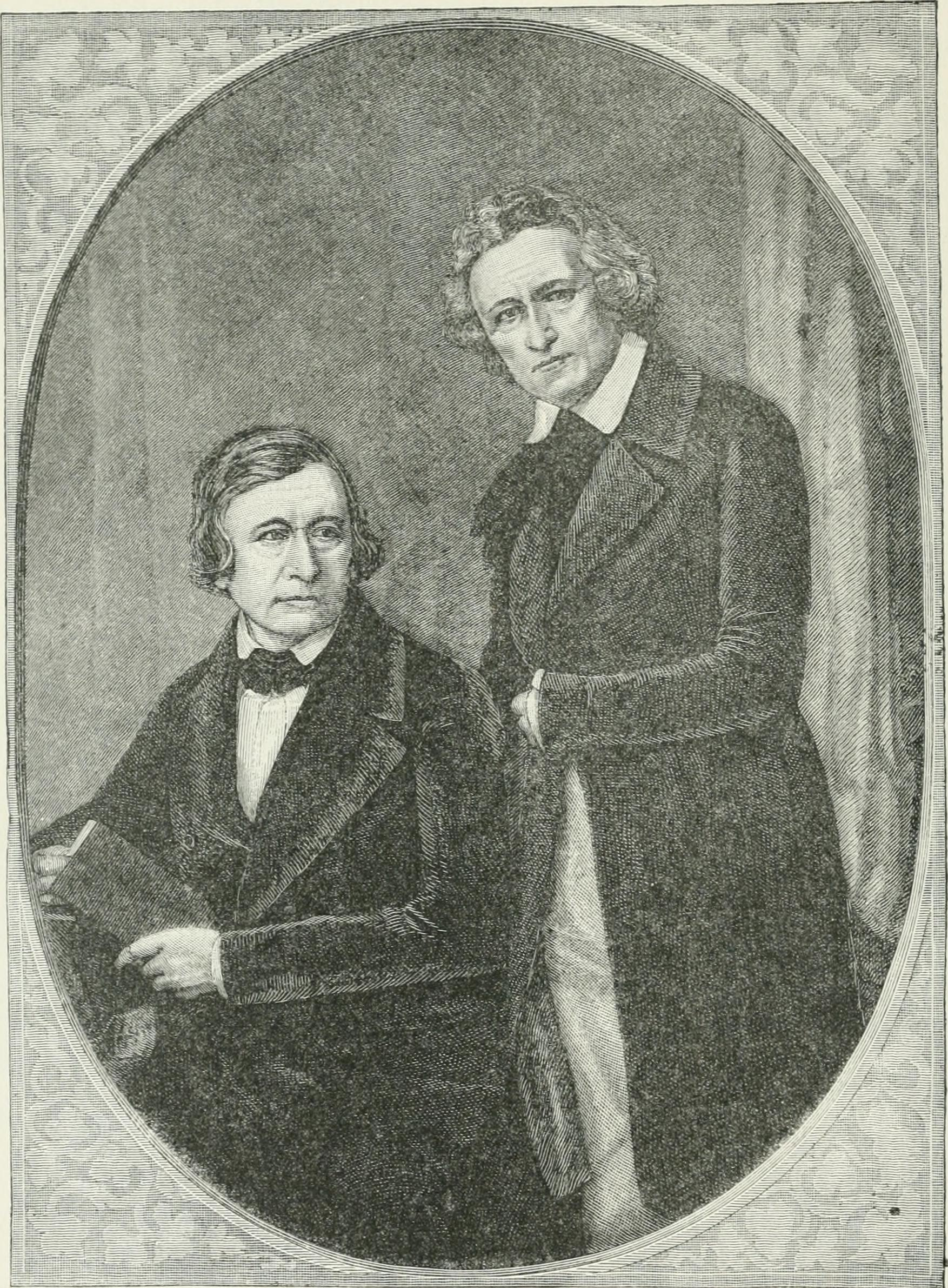
A Grimm testvérek

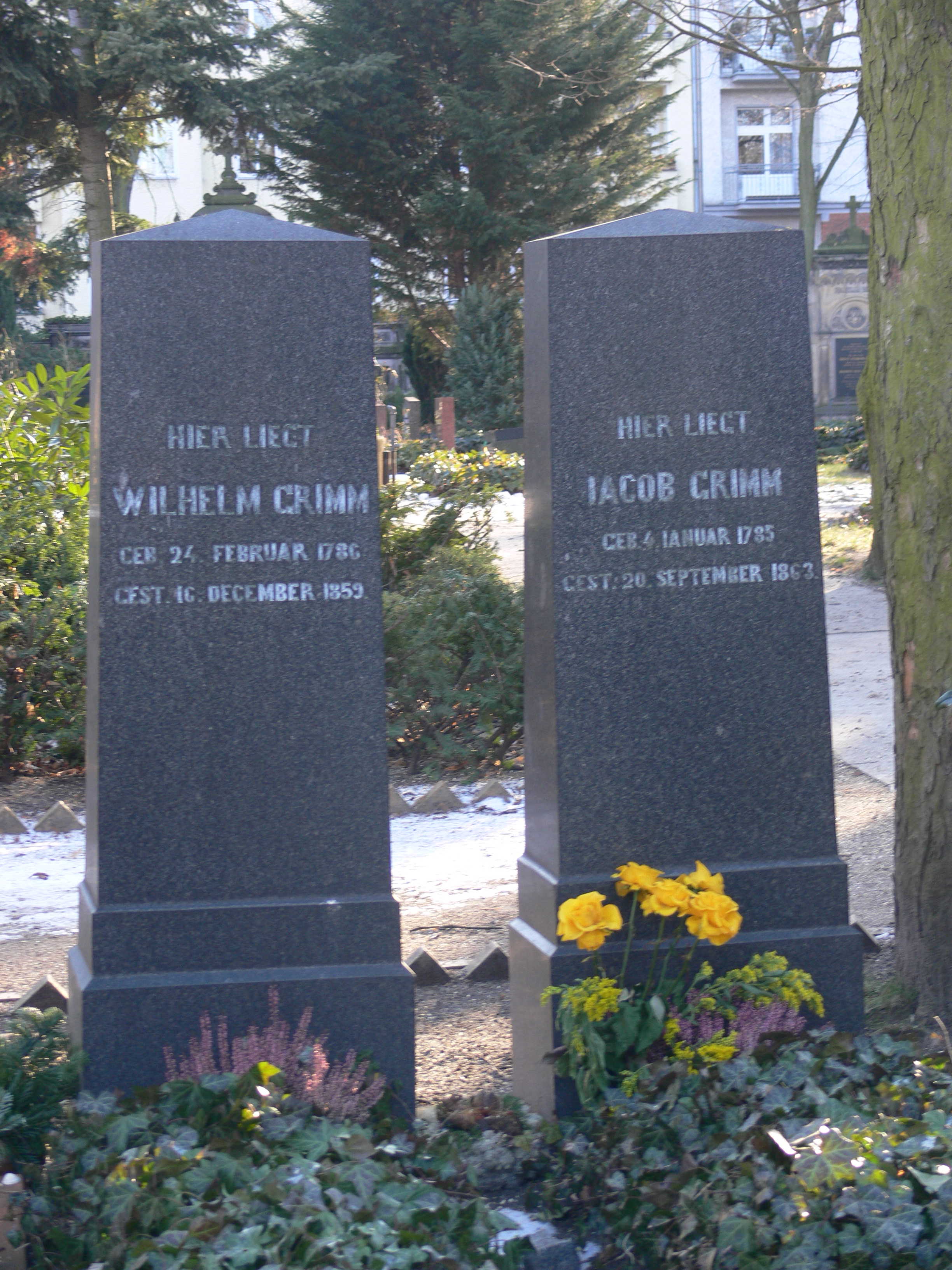
Wilhelm és Jacob Grimm sírja

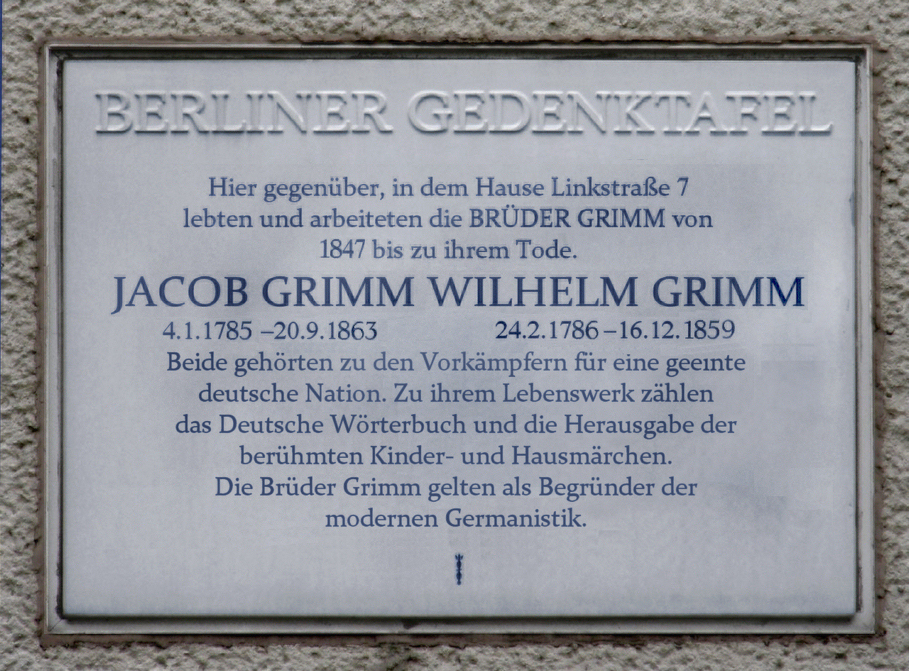
Emléktábla Berlinben, az Alte Potsdamer Straße 5. alatti házon

Jacob Ludwig Karl Grimm (Hanau, 1785. január 4. – Berlin, 1863. szeptember 20.) német nyelvész, irodalomtudós, jogász, akit a német filológia és ókortudomány megalapozójaként tartanak számon. Élete és munkássága szorosan összekapcsolódik egy évvel fiatalabb Wilhelm öccséével, ezért gyakran Grimm testvérek néven utalnak rájuk. Az MTA külső tagja volt.

## Élete
Jacob Grimm fiatalkorát Steinau an der Straßéban töltötte, 1798-tól a kasseli gimnáziumba járt. 1802-ben beiratkozott a marburgi egyetemre, ahol Friedrich Carl von Savigny tanítványaként jogot tanult. Tanára jogtörténeti kutatásai és Johann Friedrich Ludwig Wachler előadásai felkeltették figyelmét a német nyelv és irodalom történeti fejlődése iránt. Amikor Savigny 1804-ben a középkori római joggal kapcsolatos kutatásai végett Párizsba utazott, rövid idő múlva Grimm is követte. Hamarosan azonban elege lett a jogi tanulmányokból és leveleiben arról írt, hogy szívesebben tanulmányozná az ófelnémet irodalmat. 1805-ben visszatért Kasselbe, ahol anyja élt, és állást vállalt a hadi kollégiumban, de a hivatal még az év eltelte előtt megszűnt.
Anyja 1808-ban bekövetkezett halála után Jacob Grimmnek kellett a családról gondoskodnia. A Vesztfáliai Királyságban uralkodó Jérôme Bonaparte könyvtárosaként kapott állást, és 1809 februárjában államtanácsi Beisitzerré nevezték ki. A hivatali elfoglaltságok mellett fennmaradó idejébe a régi német nyelvvel és költészettel foglalkozott. 1806-tól kezdve Wilhelm öccsével és a Werner von Haxthausen körüli baráti körrel meséket gyűjtött, amelyeket feldolgoztak és kiadtak. A Hesseni Választófejedelemség visszaállítása után Grimm elvesztette könyvtárosi állását, de a visszatérő választófejedelem átvette a diplomáciai szolgálatához. 1814–15-ben a hesseni küldöttség vezetője volt a bécsi kongresszuson, majd rövid ideig Párizsban tartózkodott az elrabolt hesseni és poroszországi műkincsek visszaszolgáltatásáról szolgáló tárgyalásokon.
Ebben az időben kezdte el a szláv nyelvek tanulmányozását. 1815-ben visszavonult a diplomáciai szolgálatból, hogy idejét teljesen az irodalomtörténetnek és nyelvtudománynak szentelhesse. Egy évvel később másodkönyvtáros lett a kasseli könyvtárban (ahol Wilhelm öccse már 1814 óta titkárként tevékenykedett). Amikor 1829-ben a főkönyvtáros meghalt, a fivérek várakozásával ellentétben nem közülük kérték fel az utódot, mindketten új állás után néztek. 1830-ban Jacobb Grimm a göttingeni egyetem professzora lett.
Mivel 1837-ben társszerzője volt a „göttingeni hetek” tiltakozó beadványának, a hannoveri király elmozdította állásából és kiutasította az országból. 1841-ben IV. Frigyes Vilmos porosz király meghívására Berlinbe költözött és a Porosz Tudományos Akadémia tagja lett, azzal a joggal, hogy előadásokat tarthat. A germanisták 1846–47-es gyűléseinek egyik hangadója volt.
Jacob Grimm haláláig a berlini egyetemen tanított és öccsével együtt a német szótárukon dolgoztak, amelynek szándékaik szerint a teljes újfelnémet szókincset tartalmaznia kellett, ahogyan az Luther műveitől kezdve Goethéig megjelent.
Jacob és Wilhelm Grimm a német ókortudomány, a német nyelvtudomány és a német filológia megalapozóinak számítanak. Jacob Grimm történeti összehasonlító módszere megteremtette a romanisztika kialakulásának feltételeit. Az olyan tanulmányai, mint az "Über den deutschen Meistergesang" Karl Lachmann kutatásai mellett a régi német irodalom első megbízható leírásai közé számítanak. Álláspontjának megvédésére Jacob Grimm kialakított egy elég agresszív, de legalábbis konfrontatív tudományos stílust, amely nem riadt vissza sem a polémiától, sem az ellenlábasok személyes gyalázásától. A német filológusok "ősmítoszai" közé tartozik az úgynevezett tudományos háború, amelyet Friedrich Heinrich von der Hagen és Johann Gustav Gottlieb Büsching ellen vívott.
Mindkét Grimm fivér legismertebb művei a közösen kiadott kétkötetes mesegyűjtemény (Kinder- und Hausmärchen der Brüder Grimm, 1812–1815) és a német szótár. Jacob Grimm 1822-ben megfogalmazta a germán nyelvek első hangzótörvényét, amelyet ma is első germán hangeltolódás néven ismernek. Az angolszász nyelvterületen ezzel szemben Grimm törvényéről beszélnek (Grimm’s Law). A germanisztika szempontjából szintén úttörő műve az 1835-ben három kötetben megjelent Német mitológia, amely nyelvészeti úton közelít a germánok életmódjához és istenekről vallott nézeteihez. Ezt hasonló művek követték a finnugor és szláv nyelvcsaládok tekintetében.
Jacob Grimm 1863. szeptember 20-án halt meg, a Deutsches Wörterbuch Frucht (gyümölcs) szócikkének írása közben.
Hagyatéka (például a széljegyzetekkel ellátott könyvei) a berlini Állami Könyvtárban, a Porosz Örökséggyűjteményben található. További vele kapcsolatos, illetve róla szóló fontos forrásanyag található unokaöccse, Herman Grimm hagyatékában, a marburgi Hesseni Állami Levéltárban, illetve a kasseli Grimm Fivérek Múzeumban.

## Művei
- Über den altdeutschen Meistergesang, Göttingen 1811
- Deutsche Grammatik, 1819
- Deutsche Rechtsaltertümer, 1828
- Ad auspicia professionis philosophiae ordinariae in Academia Georgia Augusta rite capienda invitat Jacobus Grimm, phil. et jur. utr. doctor academiae bibliothecarius etc etc, Inest hymnorum veteris ecclesiae XXVI. interpretatio theotisca nunc primum edita, Göttingen 1830
- Deutsches Wörterbuch, 1838 ff.
- Weisthümer, 7 Bände, Göttingen 1840-1872
- Rede auf Wilhelm Grimm und Rede über das Alter, Berlin 1863
- Deutsche Mythologie. Vollständige Ausgabe. Marix Verlag: Wiesbaden 2007, ISBN 978-3-86539-143-8.

### Fontosabb magyar szövegkiadások
- Gyermek- és családi mesék; ford., utószó Adamik Lajos és Márton László; Magvető, Budapest, 1989
- Jacob és Wilhelm Grimm összes meséi; ford., utószó Adamik Lajos és Márton László; Merényi, Budapest, 1998
- Német mondák; ford. Adamik Lajos, Márton László; Kalligram, Pozsony, 2009
- Az oroszlán és a béka. Ismeretlen Grimm-mesék; ford. Adamik Lajos, Márton László; Kalligram, Budapest, 2016

## Emlékezete
- Alakja megjelenik Rózsa János Boszorkányszombat című, 1984-ben bemutatott magyar filmvígjátékában, amely egyben a Grimm-fivérek meseuniverzumának egyfajta modern kori továbbgondolása, szeretetteljes karikatúrája is. Személyét a filmben Koltai Róbert alakította.

## Fordítás
Ez a szócikk részben vagy egészben a Jacob Grimm című német Wikipédia-szócikk ezen változatának fordításán alapul.  Az eredeti cikk szerkesztőit annak laptörténete sorolja fel. Ez a jelzés csupán a megfogalmazás eredetét és a szerzői jogokat jelzi, nem szolgál a cikkben szereplő információk forrásmegjelöléseként.